# Mound House
Mound House é uma pequena comunidade não incorporada no condado de Lyon, no estado de Nevada, nos Estados Unidos.

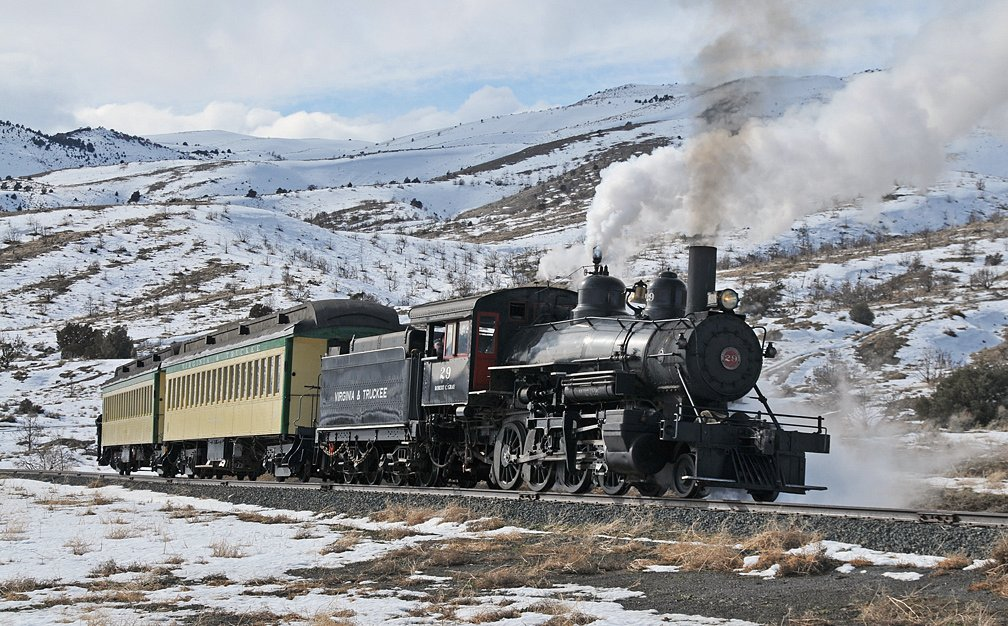
Comboio passando perto de Mound House.

## Geografia
Mound House fica situada entre a capital do estado do Nevada, Carson City e Dayton. Fica localizada a uma altitude de  1516 m. Fica no condado de Lyon um dos oito condados a legalizar a prostituição e Mound House alberga quatro bordéis.
Contígua a Carson City, a comunidade de Mound House é a primeira comunidade no condado de Lyon que se percorre a leste na U.S. Route 50 a partir de Carson City.

## História
Mound House transformou-se  comunidade no século XIX quando colonizadores viajavam para oeste em direção da Califórnia ao longo da rota do rio Carson. O famoso Pony Express (1860-1861) teve aqui uma paragem neste local, comemorado atualmente por um marco histórico localizado no solo do bordel legal  Moonlite BunnyRanch.
Mound House cresceu em importância com a descoberta das mina de prata de Comstock e a famosa Virginia and Truckee Railroad passava pela comunidade.  A população da comunidade cresceu durante o boom da febre da prata devido à estação do comboio/trem (1871), estação de correios (1877) como centro de uma comunidade. Através da construção da linha férrea de  Carson & Colorado de (bitola estreita) em 1880,  Mound House transformou-se  num importante ponto para depósito tanto para mercadorias como passageiros. A comunidade sofreu o destino de muitas comunidades próximas da mina de Comstock Lodea população e o comércio diminuíram depois o fim do boom da prata.  A conclusão do ramal de Hazen em 1905 do  Southern Pacific Railroad que adquiriu a Carson & Colorado no ano anterior permitia o tráfego ligado pelo caminho de ferro transcontinental fez com que a comunidade sofresse um novo abalo.
Chegando ao século XX, uma fábrica de gipsita, com a mina adjacente  tornaram-se as estruturas mais importantes na área de Mound House. A mina e a fábrica ainda se encontravam em atividade nos princípios do século XXI.  Contudo, a comunidade sofreu muito com o abandono do caminho-de-ferro, o abandono por parte da Carson & Colorado da linha entre Mound House e Fort Churchill em 1934, e da linha entre  Carson City-Virginia City em 1938. Os carris foram removidos para a sucata em 1941.
Com a reconstrução da Virginia and Truckee Railroad em cusro na atualidade, os residentes de Mound House e visitantes podem ouvir novamente o som dos comboios nas proximidades. Todavia, a versão de 2009 teve de desviar do alinhamento histórico para a região que é hoje  Red Rock Road and Highland Drive devido ao dsenvolvimento que teve lugar nos últimos 68 anos. Como resultado, os novos comboios/trens não passarão pelo local do depósito original de Mound House.
Várias empresas industriais, pequenos negócios comerciais, atividade mineira e áreas residenciais caracterizam a comunidade de Mound House na atualidade.